# Lilli Guggenheim
Lilli Guggenheim (* 17. März 1912 in München; † 1942 nach Auschwitz deportiert) war eine deutsche Sozialfürsorgerin und Psychologin.

## Leben
Lilli Guggenheim war die Tochter von Ludwig Guggenheim und Anna Seckstein. Nach dem Tod ihres Vaters im Ersten Weltkrieg († 1914) heiratete Guggenheims Mutter den Juristen Alfred Karger. Aus der zweiten Ehe ihrer Mutter hatte Guggenheim zwei Halbbrüder, Wolfgang († 1944) und Walter Karger († 2012).
Guggenheim studierte in Berlin und später bei Jean Piaget und  Édouard Claparède Pädagogik und Kinderfürsorge am Institut Jean-Jacques Rousseau der Universität Genf in der Schweiz. Sie spezialisierte sich auf dem Gebiet der Entwicklungspsychologie und der Anwendung von Testverfahren (z. B. dem Rorschachtest) in der Psychoanalyse. Sie interessierte sich auch für die Anwendung von Testverfahren in der Parapsychologie, wie ein Briefwechsel mit Joseph Banks Rhine der US-amerikanischen Duke University belegt.
Um 1936 lebte Guggenheim wieder in Berlin, dort war es ihr allerdings seit der Machtergreifung der Nationalsozialisten als Jüdin nicht erlaubt ihre Forschungsarbeit fortzusetzen. Sie arbeitete bis zu ihrer Schließung im Jahr 1938 in der von Vera Lachmann gegründeten Privatschule für Mädchen in Berlin-Grunewald. Später arbeitete Guggenheim als Sozialfürsorgerin bei der jüdischen Wohlfahrts- und Jugendpflegestelle in Berlin, wo sie Kindertransporte organisierte und sich für die Rechte der jüdischen Bevölkerung einsetzte. Guggenheim wurde am 29. November 1942 von ihrer letzten Wohnadresse in der Wielandstraße 17 in Berlin-Charlottenburg nach Auschwitz deportiert, wo sich ihre Spur verliert.
Guggenheims Mutter, Stiefvater und Halbbrüdern gelang im Oktober 1941 die Emigration nach Ecuador. Ursprünglich hatte sie ebenfalls ein Visum für die Ausreise nach Lateinamerika erhalten, dieses wurde aber, aufgrund einer neuen Verordnung, die die Emigration von Juden zwischen 18 und 45 Jahren verbot, zwei Wochen vor Abreise der Familie annulliert.

## Publikationen (Auswahl)
- Test und Psychoanalyse. In: Psyche. Schweiz. Monatsschrift für Psychologie, Heilpädagogik, Graphologie. No. 1, 2. Jahrgang. Januar 1935, S. 16–19.
- Das bewusste psychologische Verständnis bei Kindern von 7–12 Jahren I-V. In: Psyche. Schweiz. Monatsschrift für Psychologie, Heilpädagogik, Graphologie. No. 2–6, 3. Jahrgang. Februar–Juni 1936. (mehrere Ausgaben)
- Disziplin. In: Jüdisches Gemeindeblatt für Mittelsachsen. Bd. 7, Nr. 29. 29. Oktober 1937, S. 4.
- Heilpädagogischer Fortbildungskurs. In: Jüdische Wohlfahrtspflege und Sozialpolitik. Bd. 8, Nr. 2, April 1938, S. 57.
- Cinq études sur le test de Rorschach. Caravela, Rio de Janeiro, 1946. (posthum, zusammen mit Marguerite Loosli-Usteri und Elisabeth Ganz)